# (6540) Stepling
(6540) Stepling ist ein Asteroid des Hauptgürtels, der am 16. September 1982 vom tschechischen Astronomen Antonín Mrkos am Kleť-Observatorium (IAU-Code 046) bei Český Krumlov entdeckt wurde.
Der Asteroid wurde am 11. Februar 1998 nach dem deutsch-tschechischen Gelehrten und Jesuiten Joseph Stepling (1716–1778) benannt, auf dessen Wunsch 1751 am Jesuitenkolleg Clementinum in Prag eine als Astronomischer Turm bezeichnete Sternwarte eingerichtet wurde, die er als Direktor leitete.